# Bad Griesbach im Rottal
Bad Griesbach im Rottal je město v německé spolkové zemi Bavorsko, v zemském okrese Pasov ve vládním obvodu Dolní Bavorsko.
Žije zde přibližně 9 300 obyvatel.